# Opuntia polyacantha
Espèce
Classification APG II (2003)
Statut de conservation UICN

 LC  : Préoccupation mineure
Statut CITES
Opuntia polyacantha est une espèce de plantes de la famille des Cactaceae. Il est largement répandu dans l'Ouest des États-Unis et le sud du Canada.

## Description morphologique

### Appareil végétatif
Cette plante buissonnante forme des touffes de cladodes aplatis, de forme presque ovale, et couverts d'épines. Ces touffes peuvent atteindre 3 mètres de diamètre mais ne dépassent pas 15 cm de haut. Les cladodes de couleur glauque (vert-bleuté) mesurent de 5 à 12 cm de long et 4 à 10 cm de large. Ils portent des épines blanches, un peu jaunâtres, de 5 à 7,5 cm de longueur, par paquets de 6 à 10. Les glochides sont jaunes et presque invisibles.

### Appareil reproducteur

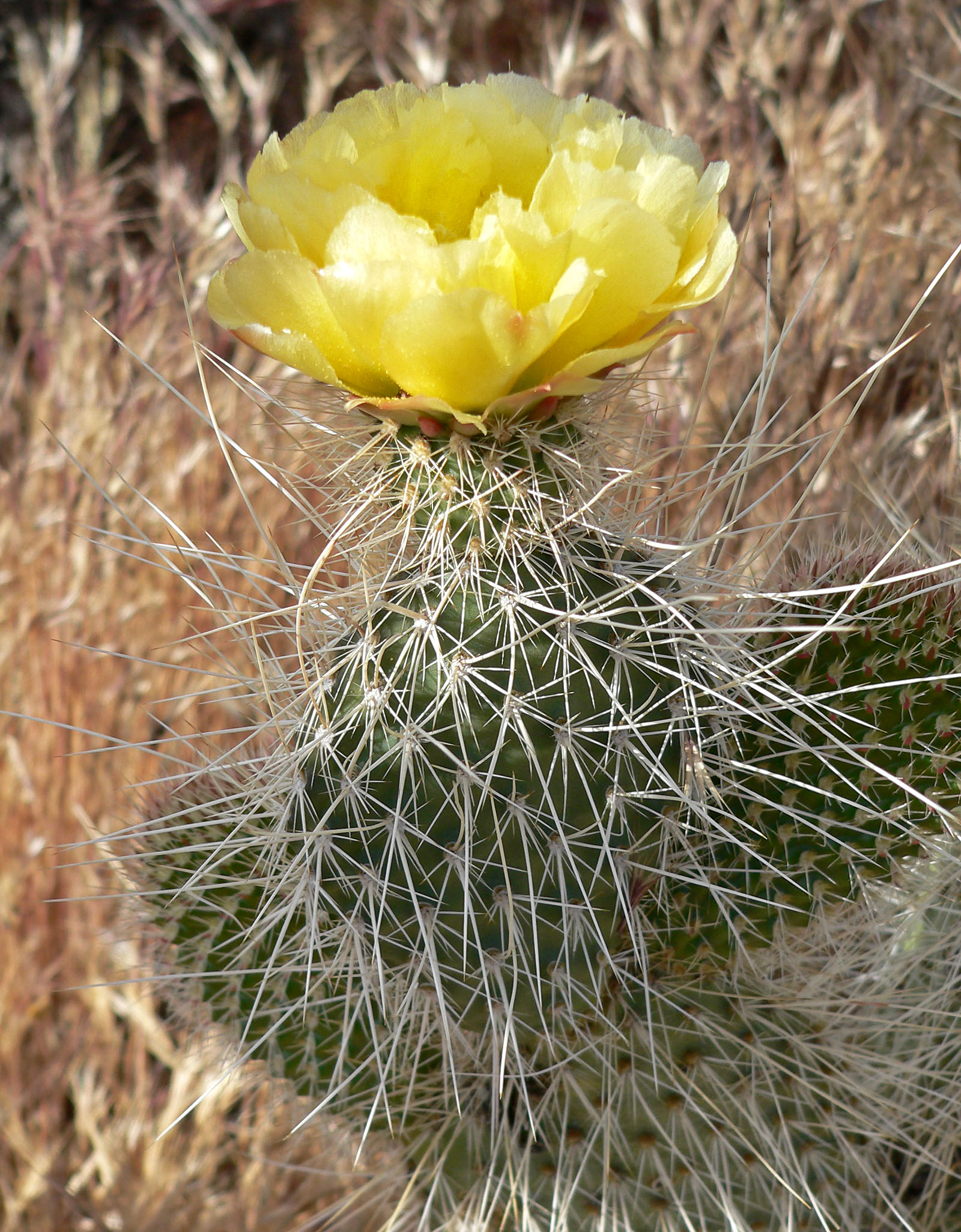
Une variété jaune dOpuntia polyacantha.

La floraison a lieu entre mai et juillet.
Les fleurs apparaissent sur la bordure supérieur des cladodes. Elles sont de couleur vive, jaunes ou rouges selon les variétés. Mesurant de 5 à 7,5 cm de diamètre, elles sont constituées de nombreux tépales.
Le fruit, de forme ovoïde, mesure de 2 à 4 cm dans la longueur. Il est marron à maturité.

## Répartition et habitat
Cette plante pousse dans les zones dégagées des plaines et des déserts du sud-ouest du Canada et de l'ouest des États-Unis. Son aire de répartition s'étend, au nord, de la Colombie-Britannique au centre du Canada, et va vers le sud de l'Oregon et l'Arizona jusqu'au Texas et au Missouri.

## Rôle écologique
Sa tendance à remplacer l'herbe dans les zones pâturées en fait une nuisance pour le bétail élevé en liberté. Les cladodes ont en effet tendance à se casser et à se planter dans le museau et la gorge des grands herbivores.

## Systématique

### Variétés
- Opuntia polyacantha var. polyacantha
- Opuntia polycantha var. erinacea
- Opuntia polyacantha var. hystricina
- Opuntia polyacantha var. nicholii

## Culture
Plante extrêmement résistante au froid, en particulier les écotypes du Canada et de haute altitude. Zone 4.